# Phyllomyza flavipalpis
Phyllomyza flavipalpis är en tvåvingeart som beskrevs av de Meijere 1914. Phyllomyza flavipalpis ingår i släktet Phyllomyza och familjen sprickflugor. Inga underarter finns listade i Catalogue of Life.